# Horace Maynard
Horace Maynard (Westborough, 30 agosto 1814 – Knoxville, 3 maggio 1882) è stato un politico statunitense.

## Biografia
Fu il ventottesimo direttore generale delle poste degli Stati Uniti durante la presidenza di Rutherford Hayes (19º presidente). Nato nello stato di Massachusetts, studiò all'Amherst College terminandolo nel 1838.
Si trasferì in seguito a Knoxville, stato del Tennessee, dove lavorò come docente presso quella che poi verrà chiamata Università del Tennessee. Durante la Guerra di secessione americana, servì il suo stato come procuratore generale.
Morì per una malattia al cuore quando si trovava a Knoxville, alla sua morte il corpo venne seppellito all'Old Gray Cemetery.

## Riconoscimenti
la città di Maynardville, stato del Tennessee è stata chiamata così in suo onore.